# Райли Сейгър
Тод Ритър (на английски: Todd Ritter) е американски журналист и писател на произведения в жанра трилър, криминален роман и хорър. Пише под псевдонима Райли Сейгър (на английски: Riley Sager) и Алън Фин (Alan Finn).

## Биография и творчество
Тод Ритър е роден през 1974 г. в Пенсилвания, САЩ. Баща му е препаратор, а майка му е банков касиер. Израства в провинциална Пенсилвания. Следва кинология и журналистика в периода 1992 – 1996 г. в университета на Пенсилвания, като по това време започва да работи като филмов критик. В продължение на 17 години работи като журналист, редактор и графичен дизайнер. В периода 1997 – 2007 г. работи като копирайтър в Courier News в Съмървил, Ню Джърси, а в периода 2007 – 2014 г. работи в Star-Ledger, най-големият всекидневник в Ню Джърси. Като журналист прави интервюта и отразява множество криминални разследвания.
Първият му роман „Съобщение за смърт“ (Death Notice) от поредицата „Кат Кембъл“ е издаден през 2010 г. В малкото градче Пери Холоу в Пенсилвания е открит труп балсамиран и със зашити устни в самоделен ковчег, своеобразна „визитна картичка“ на сериен убиец, който още преди смъртта на жертвата е изпратил съобщение за това да пресата. Въпреки участието на оперативната група от Бюрото за разследване на Пенсилвания и ръководителят ѝ Ник Донъли, щефът на полицията, Кат Кембъл, прави допълнителни действия, за да открие убиеца.
През 2014 г. е издаден хорър романът му „Нещата в полусянка“ (Things Half in Shadow) под псевдонима Алън Фин. От 2017 г. започва да публикува като нов писател под псевдонима Райли Сейгър.
Първият му роман като Райли Сейгър, психотрилърът „Последните момичета“, е публикуван през 2017 г. Куинси Карпентър е „член“ на своебразен клуб – „Последните момичета“, който са оцелели при жестоки масови убийства. Когато Лиза, първата от Последните момичета, е открита мъртва във ваната си, с прерязани вени, а втората, Сам, се появява на прага на Куинси, тя трябва да преосмисли миналото си и да открие истината. Романът става бестселър в списъка на „Ню Йорк Таймс“ и го прави известен.
През 2019 г. е издаден трилърът му „Заключи всички врати“. Младата и разорена Джулс Ларсън е наета да наглежда апартамент в Бартолъмю, една от най-прочутите и загадъчни сгради в Манхатън. Там среща друго момиче на същата позиция – Ингрид, която ѝ доверява, че Бартолъмю не е каквото изглежда, а на следващия ден Ингрид изчезва. Джулс се надпреварва с времето, за да открие и разобличи убиеца и да изкара на бял свят скритото минало на сградата.
Член е на Асоциацията на писателите на трилъри на Америка и на Асоциацията на международните писатели на трилъри.
Тод Ритър живее със семейството си в Принстън, Ню Джърси.

## Произведения

### Като Тод Ритър

#### Поредица „Кат Кембъл“ (Kat Campbell)
1. Death Notice (2010)[1][2][3]
2. Bad Moon (2011) – издаден и като Death Falls
3. Devil's Night (2013) – издаден и като Death Night

### Като Райли Сейгър

#### Самостоятелни романи
- Final Girls (2017)[1][2][4]
Последните момичета, изд. „Локус пъблишинг“ (2021), прев. Деница Райкова
- The Last Time I Lied (2018)
- Lock Every Door (2019)
Заключи всички врати, изд. „Локус пъблишинг“ (2022), прев. Деница Райкова
- Home Before Dark (2020)
- Survive the Night (2021)
- The House Across the Lake (2022)
- The Only One Left (2023)

### Като Алън Фин

#### Самостоятелни романи
- Things Half in Shadow (2014)[1]